# Selección femenina de fútbol de Filipinas
La selección femenina de fútbol de Filipinas es el equipo representativo de Filipinas en las competiciones oficiales de fútbol femenino. Su organización está a cargo de la Federación Filipina de Fútbol, la cual es miembro de la AFC.

## Participaciones

### Copa Mundial
| Copa Mundial Femenina de la FIFA | Copa Mundial Femenina de la FIFA | Copa Mundial Femenina de la FIFA | Copa Mundial Femenina de la FIFA | Copa Mundial Femenina de la FIFA | Copa Mundial Femenina de la FIFA | Copa Mundial Femenina de la FIFA | Copa Mundial Femenina de la FIFA | Copa Mundial Femenina de la FIFA | Copa Mundial Femenina de la FIFA |
| Finales                          | Finales                          | Finales                          | Finales                          | Finales                          | Finales                          | Finales                          | Finales                          | Finales                          | Finales                          |
| Año                              | Resultado                        | Posición                         | J                                | G                                | E                                | P                                | GF                               | GC                               | GD                               |
| -------------------------------- | -------------------------------- | -------------------------------- | -------------------------------- | -------------------------------- | -------------------------------- | -------------------------------- | -------------------------------- | -------------------------------- | -------------------------------- |
| 1991                             | No participó                     | No participó                     | No participó                     | No participó                     | No participó                     | No participó                     | No participó                     | No participó                     | No participó                     |
| 1995                             | No clasificó                     | No clasificó                     | No clasificó                     | No clasificó                     | No clasificó                     | No clasificó                     | No clasificó                     | No clasificó                     | No clasificó                     |
| 1999                             | No clasificó                     | No clasificó                     | No clasificó                     | No clasificó                     | No clasificó                     | No clasificó                     | No clasificó                     | No clasificó                     | No clasificó                     |
| 2003                             | No clasificó                     | No clasificó                     | No clasificó                     | No clasificó                     | No clasificó                     | No clasificó                     | No clasificó                     | No clasificó                     | No clasificó                     |
| 2007                             | No clasificó                     | No clasificó                     | No clasificó                     | No clasificó                     | No clasificó                     | No clasificó                     | No clasificó                     | No clasificó                     | No clasificó                     |
| 2011                             | No participó                     | No participó                     | No participó                     | No participó                     | No participó                     | No participó                     | No participó                     | No participó                     | No participó                     |
| 2015                             | No clasificó                     | No clasificó                     | No clasificó                     | No clasificó                     | No clasificó                     | No clasificó                     | No clasificó                     | No clasificó                     | No clasificó                     |
| 2019                             | No clasificó                     | No clasificó                     | No clasificó                     | No clasificó                     | No clasificó                     | No clasificó                     | No clasificó                     | No clasificó                     | No clasificó                     |
| 2023                             | Fase de grupos                   | 24.º                             | 3                                | 1                                | 0                                | 2                                | 1                                | 8                                | –7                               |
| Total                            | 1/9                              | 24.º                             | 3                                | 1                                | 0                                | 2                                | 1                                | 8                                | –7                               |

### Juegos Olímpicos
| Fútbol en los Juegos Olímpicos | Fútbol en los Juegos Olímpicos | Fútbol en los Juegos Olímpicos | Fútbol en los Juegos Olímpicos | Fútbol en los Juegos Olímpicos | Fútbol en los Juegos Olímpicos | Fútbol en los Juegos Olímpicos | Fútbol en los Juegos Olímpicos | Fútbol en los Juegos Olímpicos | Fútbol en los Juegos Olímpicos |
| Finales                        | Finales                        | Finales                        | Finales                        | Finales                        | Finales                        | Finales                        | Finales                        | Finales                        | Finales                        |
| Año                            | Resultado                      | Posición                       | J                              | G                              | E                              | P                              | GF                             | GC                             | GD                             |
| ------------------------------ | ------------------------------ | ------------------------------ | ------------------------------ | ------------------------------ | ------------------------------ | ------------------------------ | ------------------------------ | ------------------------------ | ------------------------------ |
| 1996                           | No clasificó                   | No clasificó                   | No clasificó                   | No clasificó                   | No clasificó                   | No clasificó                   | No clasificó                   | No clasificó                   | No clasificó                   |
| 2000                           | No clasificó                   | No clasificó                   | No clasificó                   | No clasificó                   | No clasificó                   | No clasificó                   | No clasificó                   | No clasificó                   | No clasificó                   |
| 2004                           | No participó                   | No participó                   | No participó                   | No participó                   | No participó                   | No participó                   | No participó                   | No participó                   | No participó                   |
| 2008                           | No participó                   | No participó                   | No participó                   | No participó                   | No participó                   | No participó                   | No participó                   | No participó                   | No participó                   |
| 2012                           | No participó                   | No participó                   | No participó                   | No participó                   | No participó                   | No participó                   | No participó                   | No participó                   | No participó                   |
| 2016                           | No participó                   | No participó                   | No participó                   | No participó                   | No participó                   | No participó                   | No participó                   | No participó                   | No participó                   |
| 2021                           | No clasificó                   | No clasificó                   | No clasificó                   | No clasificó                   | No clasificó                   | No clasificó                   | No clasificó                   | No clasificó                   | No clasificó                   |
| 2024                           | Por definir                    | Por definir                    | Por definir                    | Por definir                    | Por definir                    | Por definir                    | Por definir                    | Por definir                    | Por definir                    |

### Copa Femenina de la AFC
| AFC Women's Asian Cup | AFC Women's Asian Cup | AFC Women's Asian Cup | AFC Women's Asian Cup | AFC Women's Asian Cup | AFC Women's Asian Cup | AFC Women's Asian Cup | AFC Women's Asian Cup | AFC Women's Asian Cup |
| Finales               | Finales               | Finales               | Finales               | Finales               | Finales               | Finales               | Finales               | Finales               |
| Año                   | Resultado             | J                     | G                     | E                     | P                     | GF                    | GC                    | GD                    |
| --------------------- | --------------------- | --------------------- | --------------------- | --------------------- | --------------------- | --------------------- | --------------------- | --------------------- |
| 1981                  | Fase de grupos        | 3                     | 0                     | 0                     | 3                     | 1                     | 14                    | −13                   |
| 1983                  | Fase de grupos        | 5                     | 1                     | 0                     | 4                     | 2                     | 16                    | −14                   |
| 1986                  | No participó          | No participó          | No participó          | No participó          | No participó          | No participó          | No participó          | No participó          |
| 1989                  | No participó          | No participó          | No participó          | No participó          | No participó          | No participó          | No participó          | No participó          |
| 1991                  | No participó          | No participó          | No participó          | No participó          | No participó          | No participó          | No participó          | No participó          |
| 1993                  | Fase de grupos        | 3                     | 0                     | 0                     | 3                     | 0                     | 32                    | −32                   |
| 1995                  | Fase de grupos        | 3                     | 0                     | 1                     | 2                     | 0                     | 23                    | −23                   |
| 1997                  | Fase de grupos        | 3                     | 0                     | 0                     | 3                     | 2                     | 32                    | −30                   |
| 1999                  | Fase de grupos        | 4                     | 1                     | 0                     | 3                     | 5                     | 8                     | −3                    |
| 2001                  | Fase de grupos        | 3                     | 0                     | 0                     | 3                     | 1                     | 17                    | −16                   |
| 2003                  | Fase de grupos        | 4                     | 1                     | 0                     | 3                     | 2                     | 26                    | −24                   |
| 2006                  | No clasificó          | No clasificó          | No clasificó          | No clasificó          | No clasificó          | No clasificó          | No clasificó          | No clasificó          |
| 2008                  | No clasificó          | No clasificó          | No clasificó          | No clasificó          | No clasificó          | No clasificó          | No clasificó          | No clasificó          |
| 2010                  | No participó          | No participó          | No participó          | No participó          | No participó          | No participó          | No participó          | No participó          |
| 2014                  | No clasificó          | No clasificó          | No clasificó          | No clasificó          | No clasificó          | No clasificó          | No clasificó          | No clasificó          |
| 2018                  | 6° Lugar              | 4                     | 1                     | 0                     | 3                     | 3                     | 12                    | −9                    |
| 2022                  | Semifinales           | 5                     | 2                     | 1                     | 2                     | 8                     | 7                     | +1                    |
| Total                 | 10/17                 | 37                    | 6                     | 2                     | 29                    | 22                    | 187                   | −165                  |

### Campeonato Femenil de la AFF
| Año   | Resultado      | J            | G            | E            | P            | GF           | GC           | GD           |
| ----- | -------------- | ------------ | ------------ | ------------ | ------------ | ------------ | ------------ | ------------ |
| 2004  | Fase de grupos | 3            | 1            | 0            | 2            | 2            | 7            | −5           |
| 2006  | No participó   | No participó | No participó | No participó | No participó | No participó | No participó | No participó |
| 2007  | Fase de grupos | 3            | 0            | 0            | 3            | 3            | 14           | −11          |
| 2008  | Fase de grupos | 3            | 1            | 0            | 2            | 3            | 20           | −17          |
| 2011  | Fase de grupos | 3            | 0            | 1            | 2            | 3            | 9            | −6           |
| 2012  | Fase de grupos | 3            | 1            | 0            | 2            | 9            | 9            | 0            |
| 2013  | Fase de grupos | 4            | 2            | 0            | 2            | 15           | 11           | +4           |
| 2015  | Fase de grupos | 3            | 1            | 0            | 2            | 4            | 8            | −4           |
| 2016  | Fase de grupos | 3            | 1            | 0            | 2            | 2            | 8            | −6           |
| 2018  | Fase de grupos | 4            | 1            | 1            | 2            | 6            | 12           | −6           |
| 2019  | 4° Lugar       | 6            | 3            | 0            | 3            | 17           | 9            | +8           |
| Total | 10/11          | 35           | 11           | 2            | 22           | 64           | 107          | −43          |

### Juegos del Sureste
| Año   | Resultado      | J            | G            | E            | P            | GF           | GC           | GD           |
| ----- | -------------- | ------------ | ------------ | ------------ | ------------ | ------------ | ------------ | ------------ |
| 1985  | Bronce         | 2            | 0            | 0            | 2            | 0            | 6            | −6           |
| 1995  | 4° Lugar       | 4            | 1            | 2            | 1            | 3            | 9            | −6           |
| 1997  | Fase de grupos | 2            | 0            | 0            | 2            | 0            | 3            | −3           |
| 2001  | Fase de grupos | 3            | 0            | 0            | 3            | 0            | 6            | −6           |
| 2003  | Fase de grupos | 3            | 0            | 2            | 1            | 1            | 4            | −3           |
| 2005  | 4° Lugar       | 4            | 1            | 0            | 3            | 4            | 9            | −5           |
| 2007  | Fase de grupos | 2            | 0            | 1            | 1            | 2            | 12           | −10          |
| 2009  | No participó   | No participó | No participó | No participó | No participó | No participó | No participó | No participó |
| 2013  | Fase de grupos | 2            | 0            | 0            | 2            | 0            | 9            | −9           |
| 2017  | 4° Lugar       | 4            | 1            | 0            | 3            | 3            | 13           | –10          |
| 2019  | 4° Lugar       | 4            | 1            | 1            | 2            | 6            | 4            | +2           |
| 2021  | TBD            | TBD          | TBD          | TBD          | TBD          | TBD          | TBD          | TBD          |
| Total | 10/11          | 30           | 4            | 6            | 20           | 16           | 75           | −59          |

## Entrenadores
- Edward Magallona (1981)[1]
- Orlando Plagata (1985)
- Antonio Morales[2] (1988)
- Marlon Maro (2001–2007)
- Hans Smit[note 1] (2008)
- Joel Villarino[4] (2008–2009)
- Ernest Nierras (2011–2013)
- Buda Bautista (2015–2017)
- Marnelli Dimzon (2017)
- Richard Boon[note 2] (2017–2018)
- Rabah Benlarbi (2018)
- Buda Bautista (2018)
- Marnelli Dimzon (2018–2019)
- Marlon Maro (2021)
- Alen Stajcic  (2021–2023)
- Mark Torcaso (2023-)

Notas
1. ↑  Smit nació en Indonesia, pero se naturalizó Filipino en 2016.[3]
2. ↑  Entrenador inglés[5] en Estados Unidos tras el campamento de entrenamiento de Filipinas en Estados Unidos.[6] El equipo no jugó ningún partido FIFA con Boon de entrenador.

## Equipo

### Última convocatoria
Jugadoras convocadas para la Copa Mundial Femenina de Fútbol de 2023.
Entrenador:  Alen Stajcic
| No. | Pos. | Jugadora               | Fecha de nacimiento (edad)        | Apa. | Goles | Club                     |
| --- | ---- | ---------------------- | --------------------------------- | ---- | ----- | ------------------------ |
| 1   | POR  | Olivia Davies-McDaniel | 14 de octubre de 1997 (25 años)   | 27   | 0     | Stallion Laguna          |
| 2   | DEF  | Malea Cesar            | 9 de diciembre de 2003 (19 años)  | 31   | 1     | Blacktown City           |
| 3   | DEF  | Jessika Cowart         | 30 de octubre de 1999 (23 años)   | 20   | 2     | IFK Kalmar               |
| 4   | MED  | Jaclyn Sawicki         | 14 de noviembre de 1992 (30 años) | 21   | 0     | Western United           |
| 5   | DEF  | Hali Long              | 21 de enero de 1995 (28 años)     | 74   | 18    | Kaya–Iloilo              |
| 6   | MED  | Tahnai Annis           | 20 de junio de 1989 (34 años)     | 37   | 14    | Þór/KA                   |
| 7   | DEL  | Sarina Bolden          | 30 de junio de 1996 (27 años)     | 36   | 22    | Western Sydney Wanderers |
| 8   | MED  | Sara Eggesvik          | 29 de abril de 1997 (26 años)}    | 22   | 3     | KIL/Hemne                |
| 9   | DEL  | Isabella Flanigan      | 22 de febrero de 2005 (18 años)   | 28   | 3     | CE Europa                |
| 10  | DEL  | Chandler McDaniel      | 4 de febrero de 1998 (25 años)    | 13   | 5     | Stallion Laguna          |
| 11  | MED  | Anicka Castañeda       | 16 de diciembre de 1999 (23 años) | 39   | 11    | Mt Druitt Town Rangers   |
| 12  | MED  | Ryley Bugay            | 23 de enero de 1996 (27 años)     | 21   | 0     | 1. FC Saarbrücken        |
| 13  | DEF  | Angela Beard           | 16 de agosto de 1997 (25 años)    | 0    | 0     | Western United           |
| 14  | DEL  | Meryll Serrano         | 20 de julio de 1997 (26 años)     | 8    | 4     | Stabæk                   |
| 15  | DEL  | Carleigh Frilles       | 11 de abril de 2002 (21 años)     | 36   | 12    | Blacktown Spartans       |
| 16  | DEF  | Sofia Harrison         | 16 de febrero de 1999 (24 años)   | 34   | 3     | Werder Bremen            |
| 17  | DEF  | Alicia Barker          | 22 de mayo de 1998 (25 años)      | 10   | 0     | Illinois Fighting Illini |
| 18  | POR  | Kaiya Jota             | 5 de febrero de 2006 (17 años)    | 1    | 0     | Stanford Cardinal        |
| 19  | DEF  | Dominique Randle       | 10 de diciembre de 1994 (28 años) | 25   | 1     | Þór/KA                   |
| 20  | MED  | Quinley Quezada        | 7 de abril de 1997 (26 años)      | 48   | 22    | Estrella Roja            |
| 21  | DEL  | Katrina Guillou        | 19 de diciembre de 1993 (29 años) | 25   | 10    | Piteå IF                 |
| 22  | POR  | Kiara Fontanilla       | 1 de julio de 2000 (23 años)      | 8    | 0     | Central Coast Mariners   |
| 23  | DEF  | Reina Bonta            | 17 de abril de 1999 (24 años)     | 11   | 0     | Santos                   |